# Artūrs Bērziņš
Artūrs Bērziņš (Ogre, 12 giugno 1988) è un allenatore di pallacanestro ed ex cestista lettone.
Alto 204 cm, giocava come ala grande.

## Carriera
Ha preso parte ai FIBA EuroBasket 2011 con la Lettonia.

## Palmarès
- Campionato lettone: 3

Ventspils: 2008-09
VEF Riga: 2014-15
Valmiera: 2015-16
- Lega Baltica: 1

Ventspils: 2012-13